# Liste der Kulturdenkmale in Krumhermsdorf
Die Liste der Kulturdenkmale in Krumhermsdorf enthält die in der amtlichen Denkmalliste des Landesamtes für Denkmalpflege Sachsen ausgewiesenen Kulturdenkmale im Ortsteil Krumhermsdorf der Stadt Neustadt in Sachsen.

## Legende
- Bild: Bild des Kulturdenkmals, ggf. zusätzlich mit einem Link zu weiteren Fotos des Kulturdenkmals im Medienarchiv Wikimedia Commons. Wenn man auf das Kamerasymbol klickt, können Fotos zu Kulturdenkmalen aus dieser Liste hochgeladen werden:
- Bezeichnung: Denkmalgeschützte Objekte und ggf. Bauwerksname des Kulturdenkmals
- Lage: Straßenname und Hausnummer oder Flurstücknummer des Kulturdenkmals. Die Grundsortierung der Liste erfolgt nach dieser Adresse. Der Link (Karte) führt zu verschiedenen Kartendiensten mit der Position des Kulturdenkmals. Fehlt dieser Link, wurden die Koordinaten noch nicht eingetragen. Sind diese bekannt, können sie über ein Tool mit einer Kartenansicht einfach nachgetragen werden. In dieser Kartenansicht sind Kulturdenkmale ohne Koordinaten mit einem roten bzw. orangen Marker dargestellt und können durch Verschieben auf die richtige Position in der Karte mit Koordinaten versehen werden. Kulturdenkmale ohne Bild sind an einem blauen bzw. roten Marker erkennbar.
- Datierung: Baubeginn, Fertigstellung, Datum der Erstnennung oder grobe zeitliche Einordnung entsprechend des Eintrags in der sächsischen Denkmaldatenbank
- Beschreibung: Kurzcharakteristik des Kulturdenkmals entsprechend des Eintrags in der sächsischen Denkmaldatenbank, ggf. ergänzt durch die dort nur selten veröffentlichten Erfassungstexte oder zusätzliche Informationen
- ID: Vom Landesamt für Denkmalpflege Sachsen vergebene, das Kulturdenkmal eindeutig identifizierende Objekt-Nummer. Der Link führt zum PDF-Denkmaldokument des Landesamtes für Denkmalpflege Sachsen. Bei ehemaligen Kulturdenkmalen können die Objektnummern unbekannt sein und deshalb fehlen bzw. die Links von aus der Datenbank entfernten Objektnummern ins Leere führen. Ein ggf. vorhandenes Icon  führt zu den Angaben des Kulturdenkmals bei Wikidata.

## Krumhermsdorf
| Bild                                    | Bezeichnung | Lage                         | Datierung                           | Beschreibung | ID       |
| --------------------------------------- | --- | ---------------------------- | ----------------------------------- | --- | -------- |
|                                         | Sachgesamtheitsbestandteil der Sachgesamtheit Eisenbahnstrecke Bad Schandau – Sebnitz – Neustadt i. Sa. mit mehreren Einzeldenkmalen sowie die Trasse als Sachgesamtheitsteil | (Karte)                      | um 1880                             | Sachgesamtheitsbestandteil der Sachgesamtheit Eisenbahnstrecke Bad Schandau – Sebnitz – Neustadt i. Sa. mit folgenden Einzeldenkmalen: Unterführung (Einzeldenkmal ID-Nr. 09279065) und dreibogige Überführung (Einzeldenkmal ID-Nr. 09253756) sowie die Trasse als Sachgesamtheitsteil – eisenbahngeschichtlich von Bedeutung. | 09302089 |
|                                         | Dreibogige Überführung (Einzeldenkmal zu ID-Nr. 09302089) | (Karte)                      | ca. 1877                            | Einzeldenkmal der Sachgesamtheit Eisenbahnstrecke Bad Schandau – Sebnitz –Neustadt i. Sa.: dreibogige Überführung – baugeschichtlich, eisenbahngeschichtlich und technikgeschichtlich von Bedeutung. Segmentbögen Sandstein, Pfeiler aus Granit. Denkmaltext: Dreibogige Überführung (1877), Segmentbögen Sandstein, Pfeiler aus Granit, Bestandteil der wegen ihrer Ingenieurskunst bemerkenswerten Eisenbahnstrecke Bad Schandau – Sebnitz – Neustadt (Sachgesamtheit), baugeschichtlich, eisenbahngeschichtlich und technikgeschichtlich von Bedeutung. (LfD/2012) | 09253756 |
| Direkt Bild zu diesem Denkmal hochladen | Unterführung (Einzeldenkmal zu ID-Nr. 09302089) | (Karte)                      | 1870er Jahre                        | Einzeldenkmal der Sachgesamtheit Eisenbahnstrecke Bad Schandau – Sebnitz – Neustadt i. Sa.: Unterführung – baugeschichtlich, eisenbahngeschichtlich und technikgeschichtlich von Bedeutung. Naturstein-Segmentbogen mit rechtwinklig angesetzten Flügelmauern, lichte Weite 3,50 m, lichte Höhe 3,85 m, Länge 12,50 m. Denkmaltext: Unterführung (1870er Jahre), Naturstein-Segmentbogen mit rechtwinklig angesetzten Flügelmauern, lichte Weite 3,50 m, lichte Höhe 3,85 m, Länge 12,50 m, Bestandteil der wegen ihrer Ingenieurskunst bemerkenswerten Eisenbahnstrecke Bad Schandau – Sebnitz – Neustadt (Sachgesamtheit), eisenbahngeschichtlich und technikgeschichtlich von Bedeutung. (LfD/2012). | 09279065 |
| Weitere Bilder                          | Wegestein | (Karte)                      | 19. Jh.                             | verkehrsgeschichtlich von Bedeutung, Granit. | 09253757 |
| Direkt Bild zu diesem Denkmal hochladen | Häuslerhaus | Hauptstraße 17 (Karte)       | 1. Hälfte 19. Jh.                   | Obergeschoss Fachwerk, ornamental verschiefert, baugeschichtlich und sozialgeschichtlich von Bedeutung. Ornamental verschiefert, Giebel ebenso, Fenstersprossung und originale Größe weitgehend erhalten. | 09253759 |
| Weitere Bilder                          | Rittergut Krumhermsdorf | Hauptstraße 21 (Karte)       | 18. Jh.                             | Herrenhaus eines Rittergutes – breit gelagerter, barocker Putzbau mit Mansarddach mit Schopf, zwei Zwerchhäuser mit Pilastergliederung, baugeschichtlich und ortsgeschichtlich von Bedeutung. Zweigeschossig, Krüppelmansarddach, Zwerchgiebel mit profiliertem Rundbogen zur Hauptstraße, mit Dreiecksgiebel zum Hof, flachbogiges Portal mit gerader Bedachung, Putzgliederung, straßenseitig Fassade verändert (Fenster zugesetzt), Kreuzstockfenster mit Sprossung (16-feldrig) größtenteils erhalten. | 09253760 |
| Weitere Bilder                          | Wohnstallhaus mit Oberlaube, Durchfahrtsscheune und Ausgedinge eines Bauernhofes                                                                                              | Hauptstraße 41 (Karte)       | Türstock bez. 1801; Teile 18. Jh.   | Wohnstallhaus Obergeschoss Fachwerk verkleidet, Ausgedinge Obergeschoss Fachwerk verkleidet, Scheune verbretterte Holzkonstruktion, strukturprägende Hofanlage, baugeschichtlich und wirtschaftsgeschichtlich von Bedeutung. Türstock bezeichnet IGH 1801, Wohnstallhaus Obergeschoss Fachwerk verkleidet, Sandsteintür- und -fenstergewände, flachbogiger Türsturz, im hinteren Teil Oberlaube, verbrettert, sehr kleine quadratische Fenster. Durchfahrtsscheune: Feldsteinsockel, sonst Fachwerk verbrettert. Ausgedinge: hoher Steinsockel, Fachwerk-Obergeschoss verkleidet, Fenstergrößen durchgehend erhalten.                                                                                   | 09253762 |
|                                         | Wohnstallhaus mit angebautem Scheunenteil | Hauptstraße 77 (Karte)       | 1. Hälfte 19. Jh.                   | Obergeschoss Fachwerk verbrettert, baugeschichtlich von Bedeutung. Fenster original erhalten, Scheune auf Feldsteinsockel, verbrettert. | 09253766 |
|                                         | Wohnstallhaus und Scheune eines Bauernhofes | Hauptstraße 89 (Karte)       | 1. Hälfte 19. Jh.                   | beide Gebäude Obergeschoss Fachwerk, baugeschichtlich und wirtschaftsgeschichtlich von Bedeutung. Wohnstallhaus teilweise verändert, Obergeschoss Fachwerk, davon eine Seite und Giebel verbrettert, Fenstergrößen erhalten, Scheune: Feldsteinsockel, Fachwerk verbrettert. | 09253765 |
|                                         | Wohnhaus | Hauptstraße 103 (Karte)      | 1. Hälfte 19. Jh.                   | Obergeschoss Fachwerk verkleidet, baugeschichtlich von Bedeutung. Verkleidet, Giebel ebenso, steiles Satteldach, Fenstergrößen weitgehend erhalten. | 09253763 |
| Weitere Bilder                          | Rapke-Mühle | Hauptstraße 115 (Karte)      | um 1850                             | Wohnmühlenhaus, Sandsteintrog und Mühlstein – baugeschichtlich und ortsgeschichtlich von Bedeutung. Zweigeschossig, Krüppelwalmdach, zehn zu drei Achsen, zwei Portale mit Freitreppe und gerader Bedachung, Sandsteintür- und -fenstergewände, halbrund gearbeitete Fenstersohlbänke, achtfeldrige Doppelkastenfenster, profiliertes Traufgesims (Sandstein). | 09253764 |
| Direkt Bild zu diesem Denkmal hochladen | Wohnstallhaus mit integriertem Scheunenteil | Neuhäuser 3 (Karte)          | 1. Hälfte 19. Jh.                   | Obergeschoss Fachwerk, ornamental verschiefert, baugeschichtlich von Bedeutung. teils verbrettert, teils ornamental verschiefert, Schieferdeckung, Fenster Obergeschoss in originaler Größe, Winterfenster. | 09253754 |
| Direkt Bild zu diesem Denkmal hochladen | Wohnstallhaus, Seitengebäude und Scheune eines Bauernhofes | Neuhäuser 5 (Karte)          | 2. Hälfte 19. Jh., Kern wohl älter  | Wohnstallhaus und Seitengebäude Obergeschoss Fachwerk verkleidet, Scheune verbretterte Holzkonstruktion, Struktur erhalten, baugeschichtlich und wirtschaftsgeschichtlich von Bedeutung. Wohnstallhaus-Fenster in originaler Größe, Giebel verschiefert, Seitengebäude ebenfalls Holzkonstruktionen, Hofpflasterung. | 09253748 |
| Direkt Bild zu diesem Denkmal hochladen | Wohnstallhaus mit integriertem Scheunenteil, Obergeschoss Fachwerk verbrettert, baugeschichtlich von Bedeutung                                                                | Neuhäuser 32 (Karte)         | Kern 18. Jh.                        | Fenster in der Größe etwas verändert, Schieferdeckung. | 09253753 |
| Direkt Bild zu diesem Denkmal hochladen | Wohnstallhaus (Umgebinde) mit integriertem Scheunenteil | Neuhäuser 38 (Karte)         | bez. 1842                           | Obergeschoss Fachwerk, baugeschichtlich von Bedeutung. Fachwerk zum Teil verbrettert, Giebel verschiefert, Haustür Sandsteingewände, weiter Umgebinde-Stützenüberstand, Blockstube mit Eckverkämmung, Fenster zum Teil vergrößert. | 09253752 |
| Direkt Bild zu diesem Denkmal hochladen | Wohnstallhaus | Neuhäuser 61 (Karte)         | 1. Hälfte 19. Jh., Kern evtl. älter | Obergeschoss Fachwerk, baugeschichtlich von Bedeutung, bildprägend. Giebel verbrettert, Erdgeschoss Tür- und Fenster-Sandsteingewände, Satteldach schiefergedeckt, Fenster gesprosst und in originaler Größe. | 09253751 |
| Direkt Bild zu diesem Denkmal hochladen | Wohnstallhaus mit integriertem Scheunenteil | Neuhäuser 81 (Karte)         | 1. Hälfte 19. Jh.                   | Obergeschoss Fachwerk verbrettert, baugeschichtlich von Bedeutung. Fenster im Obergeschoss gesprosst und in originaler Größe. | 09253755 |
| Direkt Bild zu diesem Denkmal hochladen | Wohnstallhaus mit integriertem Scheunenteil | Schäfersteig 5 (Karte)       | Kern wohl 18. Jh.                   | Obergeschoss Fachwerk verkleidet, baugeschichtlich von Bedeutung. Fenster Obergeschoss in originaler Größe. | 09253750 |
| Weitere Bilder                          | Wohnstallhaus und Scheune eines Bauernhofes | Schönbacher Straße 4 (Karte) | Türstock bez. 1880, Kern älter      | Wohnstallhaus Obergeschoss Fachwerk verbrettert, Scheune verbretterte Holzkonstruktion, baugeschichtlich und wirtschaftsgeschichtlich von Bedeutung. Fachwerk, verbrettert, Giebel verbrettert, Sandsteintür- und -fenstergewände, Fenster erhalten, Satteldach, Scheune: Sockel aus Feld- und Sandsteinen, breitgelagerter Baukörper, verbrettert, heruntergezogenes Dach, Ladeluke, kleines Rondell. | 09253761 |
|                                         | Wohnstallhaus und Seitengebäude eines Zweiseithofes | Viebigtweg 7 (Karte)         | bez. 1894, Scheune älter            | Wohnstallhaus Putzbau mit Zwillingsfenster im Giebel und Satteldach, Seitengebäude Obergeschoss Fachwerk verbrettert, baugeschichtlich und wirtschaftsgeschichtlich von Bedeutung. Wohnstallhaus: zweigeschossiger massiver Putzbau mit intaktem Wand-Öffnungs-Verhältnis, Sandstein-Fenstergewände, Winterfenster, profiliertes Traufgesims, im Giebel Zwillings-Bogenfenster, Satteldach, Biberschwanzdeckung, ohne Ausbauten, Scheune: Fachwerk, anderthalbgeschossig, auf Bruchsteinsockel, Giebel verbrettert, Satteldach. | 09279035 |